# محمد صادق صبور (طبيب)
محمد صادق صبور (1931 - 2005)، طبيب باطني مصري والرئيس الراحل لأقسام الباطنة في كلية طب عين شمس حتى 2001. أرسى نظم تطوير التعليم الطبي في مصر.[بحاجة لمصدر] وكان حريصاً على تطوير التعليم والتقويم الطبي فأسس أول بنك آلى للأسئلة متعددة الإجابات لكافة تخصصات الطب في السبعينات، وأرسى نظام التعليم الطبي المتواصل للتأهيل الإجباري المتواصل للأطباء.[بحاجة لمصدر] كان تخصصه الدقيق هو أمراض الكلى.

## حياته
ولد في 18 أكتوبر 1931 بالقاهرة وتوفي بها في 25 ديسمبر 2005.

## تاريخه المهني
- حصل على بكالوريوس الطب والجراحة من جامعة عين شمس 1954،
- شغل وظيفة معيد بكلية الطب جامعة عين شمس 1956
- دبلوم أمراض الباطنة 1956.
- عضو كلية الأطباء الملكية في إدنبرة 1959
- عضو كلية الأطباء الملكية في لندن 1960
- دكتوراه الفلسفة من جامعة إدنبرة 1962
- تدرج في وظائف هيئة التدريس بها حتى حصل على درجة أستاذ 1972
- رئيس قسم الأمراض الباطنة العامة بكلية الطب جامعة عين شمس حتى 2001.

### نشاطه العلمي المحلي والدولي
- أمين عام الاتحاد العلمي المصري
- أمين عام الجمعية المصرية للتعليم الطبي
- رئيس سابق للمجمع المصري للثقافة العلمية
- عضو مجلس إدارة الجمعية الدولية للمضادات الحيوية لدول البحر المتوسط.
- حضر معظم مؤتمرات مضادات الحيوية الدولية، ومؤتمرات الأمراض المعوية، وبعض مؤتمرات أمراض الكلى الدولية.

### إسهاماته في تطوير الطب في مصر
- أرسي نظم تطوير التعليم الطبي في مصر.[بحاجة لمصدر]
- أسس أول بنك آلى للأسئلة متعددة الإجابات لكافة تخصصات الطب في السبعينات.[بحاجة لمصدر]
- أرسى نظام التعليم الطبي المتواصل للتأهيل الإجباري المتواصل للأطباء.[بحاجة لمصدر]
- ساهم في إنشاء الجمعية العربية لمضادات الحيوية ومكافحة العدوى
- كان من مؤسسي الجمعية المصرية لطب المسنين
- ساهم في إنشاء قسم طب المسنين في جامعة عين شمس.
- شارك في إنشاء متحف الأشعة بكلية طب عين شمس لتدريب الأطباء والطلبة من كل الكليات على قراءة الأشعة في فروع الطب والجراحة وذلك بالاشتراك مع الأستاذ الدكتور حسن حسنى وأ.د. إبراهيم أبو سنة وأ.د. خيري عبد الدايم

## أسرته
نجل المهندس علي فائق صبور ونادر مصطفي الخولي. وشقيق المهندس الاستشاري حسين صبور.
زوج الدكتورة «ليلي محمد عثمان» أستاذة الباثولوجيا الاكلينيكية بكلية الطب جامعة عين شمس

### أبناءه
- الأستاذ الدكتور علي صبور أستاذ الجراحة بكلية الطب جامعة عين شمس
- الأستاذة الدكتورة سحر صبور أستاذ مساعد طب المجتمع كلية الطب جامعة عين شمس
- الأستاذة الدكتورة غادة صبور أستاذ مساعد الباثولوجيا الاكلينيكية بكلية الطب جامعة عين شمس

## مرضه ووفاته
عام 2004 أصيب بجلطة أجبرته على التقاعد حتى وفاته في 25 ديسمبر 2005.

## مؤلفاته
- أشرف على العديد من الرسائل الجامعية والأبحاث الأكاديمية وله عدة مؤلفات أدبية.

### كتب
- المضادات الحيوية، 1978
- الأمراض المعوية بالإنجليزية، 1978
- مرض نقص المناعة المكتسب (الايدز)، 1987
- الأمراض المعوية ماضيها وحاضرها ومستقبلها مؤسسة المعارف للطباعة والنشر، 1990
- أمراض الكلى أسبابها وطرق الوقاية منها وعلاجها دار الشروق للنشر والتوزيع، 1994
- البغاء عبر التاريخ، المكتبة الثقافية 1996
- الاستنساخ هل بالإمكان تنسيل البشر، 1997
- الأمراض المعدية، دار المعارف، 1998
- الايدز، وكالة الأهرام للتوزيع، 1998
- حرب الميكروبات وثأر الطبيعة، دار الأمين للطباعة والنشر والتوزيع، 2000
- المسنون بين الصحة والمرض-كيف تزيد من حلاوة سنوات النضج، دار الشروق 2000[1]
- مناطق الصراع في أفريقيا، دار الأمين، 2005
- الصراع في الشرق الأوسط والعالم العربي، دار الأمين، 2006
- موجز تطور الحضارات الإنسانية، دار الأمين للطباعة والنشر والتوزيع، 2001
- مستقبل الحضارة الإنسانية دار الأمين للطباعة والنشر والتوزيع، 2001
- تحديات المستقبل،
- الطب مريضا، بالمشاركة مع طارق علي حسن ومحمد شعلان

### مقالات
- مقالة د/ محمد صبور رئيس اقسام الأمراض الباطنة بطب عين شمس (سابقاً) في جريدة الأهرام في 9/3/2001
- التاريخ الخفي لستة قرون من المرض

## تكريمه
- حصل على جائزة الدولة التشجيعية في العلوم الطبية (مصر) عام 1962.
- حصل على وسام العلوم والفنون من الطبقة الأولى (مصر) 1963.
- جائزة الدولة التقديرية في العلوم الطبية (مصر) 2001
- كرمته الدولة المصرية في يوم الطبيب المصري الثامن والعشرسن سنة 2006.